# Versicherungsmakler (Deutschland)
Versicherungsmakler vermitteln Versicherungsverträge zwischen zwei Parteien, zumeist Versicherungsgesellschaften und Versicherungsnehmern. Sie sind Kaufleute nach dem Handelsrecht gemäß § 7 Abs. 2 Ziff. 7 HGB und nach § 93 HGB bestimmt als Handelsmakler.  Der Oberbegriff gemäß § 59 Abs. 1 VVG lautet Versicherungsvermittler.
Versicherungsmakler sind nicht vertraglich an eine Versicherungsgesellschaft gebunden, sondern stehen als „treuhänderähnliche Sachwalter“ der Interessen des Versicherungsnehmers auf dessen Seite. Anders als Versicherungsberater, die ausschließlich gegen Honorar beraten und keine Vermittlung vornehmen dürfen, erhalten Makler in der Regel eine Vergütung in Form von Provisionen durch die vermittelten Versicherungsunternehmen.
Die Rechte und Pflichten des Versicherungsmaklers gegenüber dem ihn beauftragenden Versicherungsnehmer hängen vom Maklervertrag ab. Zusätzliche Rechte und Pflichten sind im Gesetz über den Versicherungsvertrag definiert. Der Umfang der Pflichten betrifft regelmäßig nicht nur die Ermittlung eines ausreichenden Versicherungsschutzes und die Vermittlung entsprechender, für den Versicherungsnehmer günstiger Verträge, sondern auch die Verwaltung, Betreuung und Aktualisierung dieser Versicherungsverhältnisse. Dazu gehört auch die Weitervermittlung einer bestehenden (Kapital-)Versicherungspolice an Dritte, da hierdurch meist ein besseres wirtschaftliches Ergebnis im Vergleich zu einer etwaigen Kündigung erreicht werden kann; dies ergibt sich explizit aus § 93 HGB und implizit aus § 59 Abs. 3 VVG.
Für eine schuldhafte Verletzung seiner Pflichten haftet der Versicherungsmakler gegenüber dem Versicherungsnehmer und muss für dieses Risiko eine Berufshaftpflichtversicherung in Form einer Vermögensschadenhaftpflichtversicherung mit ausreichender Deckungssumme abgeschlossen haben. Diese Haftungspflicht trifft ihn auch, wenn der Fehler bzw. das Verschulden seinen Mitarbeitern zuzurechnen ist (vgl. § 278 BGB).
Zu den Versicherungsmaklern gehören auch Kreditversicherungsmakler und Factoringmakler.

## Berufsbild und Berufsausübung
Der Makler, auch als Broker bezeichnet, ist an kein Versicherungsunternehmen gebunden. Er erhält vom Kunden einen Beratungs- und Vermittlungsauftrag. Seine Loyalität besteht in erster Linie dem Kunden bzw. Mandanten gegenüber. Fehler des Maklers werden dem Versicherungsnehmer zugerechnet.
Im Auftrag des Kunden bewertet der Makler den Markt nach den Anforderungskriterien des Versicherungsnehmers. Ein entscheidendes Kriterium ist das Preis-Leistungs-Verhältnis; aufgrund dessen gibt der Versicherungsmakler eine Empfehlung ab. Diese Marktbewertung findet je Versicherungszweig getrennt statt. Dabei ist der Makler verpflichtet, eine hinreichende Zahl von am Markt angebotenen Tarifen zu berücksichtigen.
Versicherungsmakler werden, wie die anderen Versicherungsvermittler, in einer zentralen und öffentlichen Datenbank registriert, dem Versicherungsvermittlerregister. Es wird beim Deutschen Industrie- und Handelskammertag (DIHK) geführt. Von den 254.609 in Deutschland registrierten Versicherungsvermittlern haben 46.227 den Maklerstatus. Diese Zahl ist jedoch rückläufig und der Altersdurchschnitt der Versicherungsvermittler beträgt mittlerweile 49 Jahre. Voraussichtlich werden viele der Makler in den kommenden Jahren in den Ruhestand gehen, darunter etliche, die keine rechtzeitigen Nachfolgeregelungen getroffen haben.
Gemäß dem Urteil des BGH vom 22. Mai 1985, Az.: IVa ZR 190/83 ist der Makler ein sogenannter Sachwalter des Kunden und hat damit im Bereich der Finanzdienstleistung, also der Tätigkeit als unabhängiger Finanzberater und freier Versicherungsmakler, eine ähnliche Stellung wie ein Rechtsanwalt oder Steuerberater. Er hat die Interessen seines Kunden zu vertreten, einen ausreichenden Marktüberblick zu gewährleisten, diesen nachzuweisen und kann vom Kunden haftbar gemacht werden.

### Berufszugang
Voraussetzung für die Ausübung des Berufs ist eine Gewerbeanmeldung sowie eine spezielle Gewerbeerlaubnis für die Versicherungsvermittlung. Um diese Erlaubnis zu erlangen, muss der Antragsteller
- die erforderliche Sachkunde nachweisen,
- eine ausreichende Deckung in der Berufshaftpflichtversicherung belegen und aufrechterhalten sowie
- die erforderliche Zuverlässigkeit und geordnete Vermögensverhältnisse nachweisen

#### Nachweis der Sachkunde
Die Sachkunde kann auf verschiedene Weisen nachgewiesen werden, insbesondere durch
- das Ablegen der Sachkundeprüfung bei der Industrie- und Handelskammer, auch bezeichnet als Prüfung zum Versicherungsfachmann (IHK),[7]
- den Nachweis des erfolgreichen Abschlusses als[8]
  - Kaufmann für Versicherungen und Finanzen (früher: Versicherungskaufmann)
  - Fachwirt für Versicherungen und Finanzen (IHK) (früher: Versicherungsfachwirt)
  - Fachwirt für Finanzberatung (IHK)
- erfolgreichen Abschluss der Hochschulstudiengänge
  - Rechtswissenschaft
  - Betriebswirtschaft mit Fachrichtung Versicherungen

#### Zuverlässigkeit und geordnete Vermögensverhältnisse
Als unzuverlässig im Sinne der Gewerbeordnung gilt, wer in den letzten fünf Jahren vor Antragstellung wegen eines Verbrechens oder wegen Diebstahls, Unterschlagung, Erpressung, Betruges, Untreue, Geldwäsche, Urkundenfälschung, Hehlerei, Wuchers oder einer Insolvenzstraftat rechtskräftig verurteilt worden ist.
Das Gesetz geht insbesondere dann von ungeordneten Vermögensverhältnissen aus, wenn ein Insolvenzverfahren eröffnet worden ist.

### Das Vertragsverhältnis zwischen Kunde und Makler
Das Vertragsverhältnis zwischen dem Versicherungsnehmer und dem Versicherungsmakler wird in einem Maklervertrag geregelt. Seitdem die EU-Vermittlerrichtlinie im Dezember 2006 in deutsches Recht umgesetzt wurde, muss der Makler über die Wünsche des Kunden und die daraus resultierenden Vorschläge eine schriftliche Dokumentation vor Vertragsabschluss erstellen, sofern der Kunde darauf nicht verzichtet oder wenn der gewählte Versicherer vorläufige Deckung gewährt. Es muss dem Kunden eine Kopie vor Vertragsabschluss ausgehändigt werden. Ein Verzicht durch den Kunden auf eine Beratungsdokumentation kann sich im Streitfall nachteilig für ihn auswirken – deshalb muss diese Information über evtl. Nachteile im „Beratungs- und Dokumentationsverzicht“ schriftlich niedergelegt werden.
Ergänzend zum Maklervertrag/-auftrag gibt es die dazugehörige Maklervollmacht. Diese Vollmacht legitimiert den Makler nach außen, z. B. gegenüber den Versicherungsunternehmen als Sachwalter des Kunden. Mit dieser Vollmacht kann der Makler z. B. im Auftrage des Mandanten eine Versicherung kündigen oder eine Schadensregulierung anmelden.
Um Missstände im Bereich der Versicherungsvermittlung zu vermeiden, haben der Gesamtverband der Deutschen Versicherungswirtschaft (GDV) und der Bundesverband Deutscher Versicherungsmakler (BDVM) – heute Verband Deutscher Versicherungsmakler (VDVM) – 1980 einen Punktekatalog zur Vermeidung einer missbräuchlichen Ausgestaltung von Maklerverträgen ausgehandelt, der 1981 in Kraft getreten ist. Die Bestimmungen des Punktekatalogs sind so ausgelegt, dass sie der Rechtsaufsicht der Bundesanstalt für Finanzdienstleistungsaufsicht (BaFin) entgegenkommen. Er soll die Interessen der Versicherungsnehmer berücksichtigen (Verbraucherschutz) und einen fairen Wettbewerb unter den Maklern gewährleisten.

### Vergütung des Maklers
Der Versicherungsmakler zählt zu den Versicherungsvermittlern und kann daher nur für die erfolgreiche Vermittlung eines Versicherungsvertrages eine Vergütung (Courtage) verlangen. Die Beratung stellt eine Nebenleistung zur Hauptleistung der Vermittlung dar und darf nicht gesondert in Rechnung gestellt werden.
Eine Ausnahme lässt § 34d Abs. 1 Satz 4 GewO bei Unternehmern zu. Danach ist der Versicherungsmakler befugt, Dritte, die nicht (End)Verbraucher sind, bei der Vereinbarung, Änderung oder Prüfung von Versicherungsverträgen gegen gesondertes Entgelt (Honorar) rechtlich zu beraten.

### Abgrenzung zu anderen Versicherungsvermittlern
Der Versicherungsvertreter ist, anders als der Versicherungsmakler, Geschäftsbesorger des Versicherungsunternehmens und vertritt damit in erster Linie dessen Interessen. Fehler des Versicherungsvertreters werden dem Versicherungsunternehmen als eigenes Wissen zugerechnet (§ 278 BGB). Andere Bezeichnungen für den Versicherungsvertreter sind Agent, Exklusivvertrieb, Agenturvertrieb, Ausschließlichkeitsagent, Außendienst der Versicherungsgesellschaft, Tied Agent. Ebenfalls zu den Versicherungsvertretern gehören Mehrfachagenten, welche für mehrere Versicherungsunternehmen Geschäfte anbahnen.

### Berufsorganisation
Es existiert keine gesetzliche Berufsorganisation für Versicherungsmakler. Wichtige Berufsverbände sind der Verband Deutscher Versicherungsmakler (VDVM) und der Bundesverband Deutscher Versicherungskaufleute (BVK) sowie der AfW – Bundesverband Finanzdienstleistung.

## Kritik
Der Makler wird vom Kunden beauftragt. In der Regel erhält er von der Versicherungsgesellschaft mittels einer Courtage seine Tätigkeit vergütet. Da die Gesellschaften unterschiedlich hohe Courtagen in Auszahlung bringen, können Interessenkonflikte beim Makler entstehen. Darüber hinaus besteht die Versuchung, dass Verträge umgedeckt werden oder unnötige Versicherungen verkauft werden, um neue Abschlüsse mit Provision zu generieren. Der Kunde bezahlt diese Kosten – oft ohne sich darüber im Klaren zu sein.
Zwar verpflichtet das Gesetz den Makler zur Wahrung der Kundeninteressen, faktisch bleibt seine Beratung jedoch Teil eines auf Abschluss orientierten Vertriebssystems. Die Beratung dient damit nicht immer ausschließlich dem Bedarf des Kunden, sondern auch der Legitimation des Verkaufs. Eine vollständig von wirtschaftlichen Anreizen unabhängige Beratung ist in diesem Modell strukturell nicht vorgesehen. Anders ist dies bei zugelassenen Versicherungsberatern, die gegen Honorar tätig sind, keine Provisionen annehmen dürfen und damit eine rechtlich und wirtschaftlich unabhängige Beratung gewährleisten.

## Geschichte des Berufs
Das Berufsbild des Versicherungsmaklers entwickelte sich in dem Maße, wie sich die Versicherung zu einem Instrument der Absicherung von finanziellen Risiken gegen die Zahlung eines Beitrags entwickelte.
Als erste Zeugnisse oberitalienischer Makler gelten in Genua beurkundete Versicherungsverträge aus den Jahren 1154 bis 1164.
Das älteste Dokument, aus dem der Name eines Maklers hervorgeht, datiert aus dem Jahre 1319. Er hieß Bardo aus Pisa. Der älteste erhaltene Seeversicherungsvertrag aus Deutschland stammt aus dem Jahre 1588 und wurde in Hamburg abgeschlossen. Am Zustandekommen dieses Vertrages wirkten Makler mit.
Aus dem Jahre 1642 stammt die Hamburgische Mäklerordnung, wonach nur „…gute, tüchtige Personen zu geschworenen Maklern angenommen werden…“. Weiterhin enthielt diese Ordnung eine Fülle weiterer Pflichten.
Der Berufsstand und das Monopol des beeidigten Maklers wurde in Deutschland mit der Einführung des Allgemeinen Deutschen Handelsgesetzbuches von 1861 und dem „Gesetz betreffs Aufhebung des Instituts der beeidigten Makler“ von 1871 aufgehoben.